# Ярина (приток Добрянки)

Ярина — река в России, протекает в Пермском крае.

## География
Берёт начало примерно в 1,5 км к северу от посёлка Ярино. Течёт главным образом в северо-западном направлении.
Устье реки находится в 6,1 км по левому берегу реки Добрянка. Длина реки составляет 11 км.

## Данные водного реестра
По данным государственного водного реестра России относится к Камскому бассейновому округу, водохозяйственный участок реки — Кама от города Березники до Камского гидроузла, без реки Косьва (от истока до Широковского гидроузла), Чусовая и Сылва, речной подбассейн реки — бассейны притоков Камы до впадения Белой. Речной бассейн реки — Кама.
По данным геоинформационной системы водохозяйственного районирования территории РФ, подготовленной Федеральным агентством водных ресурсов:
- Код водного объекта в государственном водном реестре — 10010100912111100009974
- Код по гидрологической изученности (ГИ) — 111100997
- Код бассейна — 10.01.01.009
- Номер тома по ГИ — 11
- Выпуск по ГИ — 1